# Skašov
Skašov je obec v okrese Plzeň-jih v Plzeňském kraji. Nachází se asi devatenáct kilometrů jižně od Plzně. Žije v ní 210 obyvatel. Ve Skašově probíhá výroba dřevěných hraček, která obec v 19. století proslavila po celém světě.

## Historie
Nejstarší osídlení se v této oblasti nacházelo zřejmě již v době bronzové. První dokument zmiňující přímo obec Skašov pochází z roku 1326. Jde o listinu dokumentující prodej dvora jménem Stassowm, který byl dne 26. ledna 1326 prodán Vilémem z Boru a Oldřichem z Potenštejna proboštu a konventu chotěšovského kláštera za 78 hřiven stříbra. S dvorem byly prodány také lesy, pole, luka, prameny, sady a včelstva. O dvacet let později klášter uzavřel dohodu s Prostějem z Letína a jeho manželkou Drahou, kteří měli založit v háji nazývaném Staschow novou ves – lhotu. Po deseti letech měla být ves vrácena klášteru. V době husitských válek lhotu zastavil chotěšovský probošt Petr II. Václavu Sekáčovi z Újezdce za 500 kop pražských grošů, po válkách se vrátila klášteru. Pod jeho správou ves zůstala až do josefínských reforem v roce 1782, kdy byl klášter zrušen.
Po zrušení kláštera se majitelem panství stala Náboženská matice, která jej rozdělila mezi 33 podílníků. Došlo k uvolnění práce traslířů – soustružníků dřeva. Koncem 18. století dostali díky rozvoji poutí příležitost vyrábět hračky. První písemný doklad o hračkářské výrobě pochází z roku 1826 a nově vzniklé tradici se brzy věnovala podstatná část obyvatel. Vláda Josefa II. také umožnila vzdělávání místních dětí, které se nejdříve začal věnovat tkadlec Černý. V roce 1824 vznikla první veřejná škola a v roce 1864 pro ni byla postavena školní budova, která byla zbourána v roce 1989.
V druhé polovině 19. století došlo ke společenskému a kulturnímu rozvoji obce, přišli vzdělaní lidé, kteří začali šířit národně obrozenecké myšlenky. V roce 1892 vypukl velký požár, který zničil celou část obce nazývanou V Ulici. V důsledku této nešťastné události vznikl v obci Sbor dobrovolných hasičů. V roce 1913 výrobci hraček založili družstvo, aby mohli lépe hájit své zájmy před nepoctivými obchodníky. Velkou ránou byla pro obec první světová válka, která přinesla strádání a odvedla většinu místních mužů na frontu. Z války se nevrátilo 17 mužů. V roce 1916 došlo k ustálení současného jména obce Skašov.
V roce 1926 byla zavedena autobusová doprava mezi Skašovem, Přešticemi a Nepomukem a obec byla elektrifikována. V roce 1931 byla dokončena výstavba veřejného osvětlení. V důsledku hospodářské krize počátkem 30. let zkrachovalo hračkářské družstvo a výrobě hraček se od té doby věnovali pouze jednotlivci. Po druhé světové válce došlo k odsunu německých obyvatel a obec byla dosídlena z vnitrozemí.

## Obyvatelstvo
| Rok            | 1869 | 1880 | 1890 | 1900 | 1910 | 1921 | 1930 | 1950 | 1961 | 1970 | 1980 | 1991 | 2001 | 2011 | 2021 |
| -------------- | ---- | ---- | ---- | ---- | ---- | ---- | ---- | ---- | ---- | ---- | ---- | ---- | ---- | ---- | ---- |
| Počet obyvatel | 540  | 653  | 544  | 518  | 581  | 536  | 493  | 405  | 393  | 320  | 270  | 250  | 228  | 236  | 206  |
| Počet domů     | 73   | 80   | 81   | 83   | 89   | 97   | 101  | 106  | 100  | 94   | 82   | 104  | 106  | 111  | 119  |

## Obecní správa
Mezi lety 1869–1979 Skašov byl obcí v okrese Přeštice (1869–1950) a později v okrese Plzeň-jih. Od 1. ledna 1980 do 31. srpna 1990 patřil jako část obce k Horšicím a od 1. září 1990 je opět samostatnou obcí.

### Obecní symboly
Znak a vlajka byly obci uděleny rozhodnutím předsedkyně Poslanecké sněmovny Parlamentu České republiky dne 8. listopadu 2024.

## Pamětihodnosti
- Skašovská lípa
- Skašovský buk